# 大野真澄
大野 真澄（おおの ますみ、1949年〈昭和24年〉10月23日  - ）は、日本のシンガーソングライター。IRc2 CORPORATION所属。通称・VOCAL（ボーカル）。1980年代から1990年代初期、大野 轟二（おおの とどじ）と名乗った時期もあった。

## 来歴・人物
- 愛知県岡崎市中町に生まれる[3]。生家は左官屋[4]。弟が二人いる[2]。岡崎市立根石小学校、岡崎市立甲山中学校[5]、愛知県立愛知工業高等学校デザイン科卒業[4]。イラストレーターを目指し、上京してセツ・モードセミナーに入学した。
- ダウンハーツ、東京キッドブラザース、ロックミュージカル『ヘアー』(堀内護とダブルキャストで、ウーフ役)を経て、1970年、堀内、日高富明とガロを結成。かまやつひろしに見いだされ、同バンドとしてデビュー。「学生街の喫茶店」（大野自身がリードボーカルを担当）、「君の誕生日」、「ロマンス」などのヒット曲を出す。
- 1976年、ガロ解散。
- 解散後ソロ活動を開始し、吉田拓郎、風などのツアーに参加(ちなみに当時の大野のバックバンドはTHE ALFEE)。
- 同時に作家活動も始め、あおい輝彦のヒット曲「あなただけを」の作詞を手がけ、大ヒットする。なお、同曲は現在伊勢正三、太田裕美、大野真澄の3人がなごみーずとして全国をまわっている『アコースティックナイト』コンサートで大野がカバーしている。
- その後も多岐にわたる音楽ジャンルで才能を発揮し、内田裕也、松田優作、三浦友和などのレコーディングに参加。手がけた仕事は多い。
- プロデュース等裏方の仕事をしていたが、1996年から歌手活動を再開した。東京・六本木のライブレストラン「スイートベイジル139」で定期的にソロライブを行っている。また、前述の『アコースティックナイト』コンサートを各地で開催。このコンサートの前述の3人は「なごみーず」と呼ばれるユニットを組んでおり、2007年12月2日コンサート会場と通販のみの限定リリースでライブ・アルバムのCD『アコースティックナイト』発売した。
- 2003年、映画『釣りバカ日誌14 お遍路大パニック!』に出演し劇中にて、ガロ時代の楽曲「悲歌」(アルバム『吟遊詩人』に収録)を弾き語りした。
- 2006年11月29日に発売された『GARO BOX』では監修を担当。収録されているDVDの映像は、そのほとんどが当時、大野が自宅で録画し所有していたものが採用されている。
- 2009年2月、和幸のツアーのサポートメンバーとして、ギター・コーラスとしてツアーに参加した。アンコールで、「学生街の喫茶店」を披露した。
- 2009年10月28日、赤坂BLITZにてTHE ALFEEとのジョイントライヴ「大野真澄 還暦スペシャルライヴAS NOW～WHEN I’m 60～MASUMI OHNO WITH THE ALFEE」を行った。
- 2011年9月12日放送の『水戸黄門』（第43部）岡崎編に、「ごん助」役でゲスト出演した。
- 吉田拓郎の著書の中に、竹馬のようにヒールの高いロンドンブーツを履いていた、という記述がある。
- 書籍『学生街の喫茶店はどこに』 著者・里木陽市（アートデイズ・2007年）ISBN 978-4-86119-098-8 に企画協力。
- 2015年4月15日、フジテレビNEXTの「フォーク・デイズ 第92章　事実上の元祖お台場フォーク村　～フォークソングは世代を超えて～」に出演。坂崎幸之助、加藤いづみ、森山直太朗、WaT、高城れに（ももいろクローバーZ）と共演[6]。
- 2016年7月1日、出身地の愛知県岡崎市が市制100周年を迎え、記念式典にて岡崎市民栄誉賞を授与される[7]。

近年は「夢スター歌謡祭 春組対秋組歌合戦」に出演し、全国各地を回っている。

## ディスコグラフィ

### シングル
| #                                  | 発売日                 | タイトル                              | B面                         | 規格                   | 規格品番               |
| フォーライフ・レコード             | フォーライフ・レコード | フォーライフ・レコード                | フォーライフ・レコード      | フォーライフ・レコード | フォーライフ・レコード |
| ---------------------------------- | ---------------------- | ------------------------------------- | --------------------------- | ---------------------- | ---------------------- |
| 1st                                | 1976年9月25日          | 哀しみを口ずさむ時/空に星があるように |                             | EP                     | FLS-11                 |
| 2nd                                | 1977年6月25日          | ラブソングはいらない                  | さよなら                    | EP                     | FLS-1004               |
| 3rd                                | 1978年9月5日           | ダンディ                              | マリア                      | EP                     | FLS-1031               |
| 東芝EMI / EXPRESS 大野轟二 名義    |                        |                                       |                             |                        |                        |
| 4th                                | 1982年9月21日          | 泳ぐ人                                | 恵子のテーマ (大野克夫BAND) | EP                     | ETP-17404              |
| フェイスメディアラボ 大野轟二 名義 |                        |                                       |                             |                        |                        |
| 5th                                | 1990年5月21日          | もっと近くに                          | それほど難しくはない        | 8cmCD                  | FADP-4                 |
| 6th                                | 1990年9月21日          | プレジャーマシーンTOKYO               | 夢の不思議                  | 8cmCD                  | FADP-6                 |

### アルバム

#### オリジナルアルバム
|                                    | 発売日                             | タイトル                           | 規格                               | 規格品番                           |
| フェイスメディアラボ 大野轟二 名義 | フェイスメディアラボ 大野轟二 名義 | フェイスメディアラボ 大野轟二 名義 | フェイスメディアラボ 大野轟二 名義 | フェイスメディアラボ 大野轟二 名義 |
| ---------------------------------- | ---------------------------------- | ---------------------------------- | ---------------------------------- | ---------------------------------- |
| 1st                                | 1990年10月21日                     | Vocal                              | CD                                 | FACP-2004                          |
| オーマガトキ                       |                                    |                                    |                                    |                                    |
| 2nd                                | 2000年10月21日                     | 平凡なこと                         | CD                                 | OMCA-5002                          |

#### ミニアルバム
|                                | 発売日                         | タイトル                       | 規格                           | 規格品番                       |
| IRc2 CORPORATION / VOCAL BOOTH | IRc2 CORPORATION / VOCAL BOOTH | IRc2 CORPORATION / VOCAL BOOTH | IRc2 CORPORATION / VOCAL BOOTH | IRc2 CORPORATION / VOCAL BOOTH |
| ------------------------------ | ------------------------------ | ------------------------------ | ------------------------------ | ------------------------------ |
| 1st                            | 2009年10月28日                 | ワンパイントのラム酒に乾杯     | CD                             | FLOM-1001                      |

#### ライヴ・アルバム
|                                | 発売日                         | タイトル                        | 規格                           | 規格品番                       |
| IRc2 CORPORATION / VOCAL BOOTH | IRc2 CORPORATION / VOCAL BOOTH | IRc2 CORPORATION / VOCAL BOOTH  | IRc2 CORPORATION / VOCAL BOOTH | IRc2 CORPORATION / VOCAL BOOTH |
| ------------------------------ | ------------------------------ | ------------------------------- | ------------------------------ | ------------------------------ |
| 1st                            | 2017年10月17日                 | 大野真澄 〜GARO青春の旅路 Vol.1 | CD                             | IRC2-7110                      |

#### カヴァー・アルバム
|                                          | 発売日                                   | タイトル                                 | 規格                                     | 規格品番                                 |
| フォーライフミュージックエンタテイメント | フォーライフミュージックエンタテイメント | フォーライフミュージックエンタテイメント | フォーライフミュージックエンタテイメント | フォーライフミュージックエンタテイメント |
| ---------------------------------------- | ---------------------------------------- | ---------------------------------------- | ---------------------------------------- | ---------------------------------------- |
| 1st                                      | 2009年1月14日                            | Vocal's Vocals                           | CD                                       | FLCF-4266                                |

### 映像作品
|                            | 発売日                     | タイトル                      | 規格                       | 規格品番                   |
| アトス・インターナショナル | アトス・インターナショナル | アトス・インターナショナル    | アトス・インターナショナル | アトス・インターナショナル |
| -------------------------- | -------------------------- | ----------------------------- | -------------------------- | -------------------------- |
| 1st                        | 2010年6月29日              | おんがく白書 大野真澄(元ガロ) | DVD                        | ATMG-811                   |

### タイアップ
| 曲名         | タイアップ                 | 収録作品           |
| ------------ | -------------------------- | ------------------ |
| 泳ぐ人       | 東映映画『野獣刑事』主題歌 | シングル「泳ぐ人」 |
| 恵子のテーマ | 東映映画『野獣刑事』挿入曲 | シングル「泳ぐ人」 |

## 楽曲提供
- あおい輝彦 - 「あなただけを」
- 小林啓子 - 「酒びたり人生」

## エピソード
- ガロのラストアルバム『三叉路』のタイトルは、大野が提案した。
- 後輩に当るTHE ALFEEの高見沢俊彦は大野に師事して作曲を学んだ。また、大野から譲り受けたMartin D-45を最近でも使い続けており、コンサートツアーでも披露する事もある。